# Немецкая оккупация Белоруссии (1941—1944)

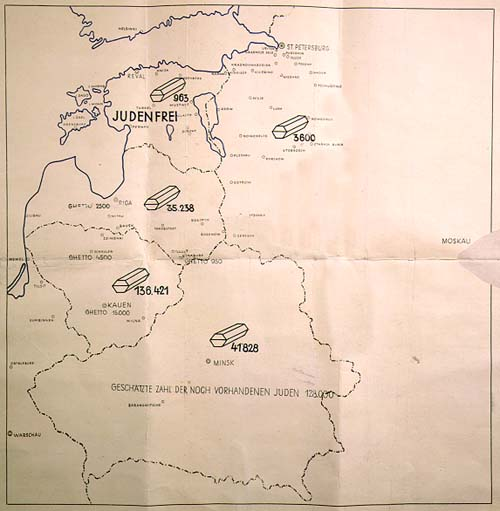
Немецкая карта-отчет айнзацгруппы А

Неме́цкая оккупа́ция Белору́ссии — оккупация германскими войсками в 1941—1944 территории БССР (в границах 1941 года).
После полного захвата немецкими войсками территория БССР была разделена на следующие зоны управления: тыл группы армий «Центр», рейхскомиссариаты «Остланд» и «Украина», генеральный округ «Восточная Пруссия».
На оккупированной территории с первых дней Великой Отечественной войны действовали советские партизанские формирования. Также с 1941 года сюда была распространена деятельность польских партизанских сил, а польские подпольные организации существовали и в довоенный период 1939—1941 годов. В ряде районов Брестской и Пинской областей действовали украинские националисты: Полесская сечь-УПА и ОУН-УПА.

## Национальная политика

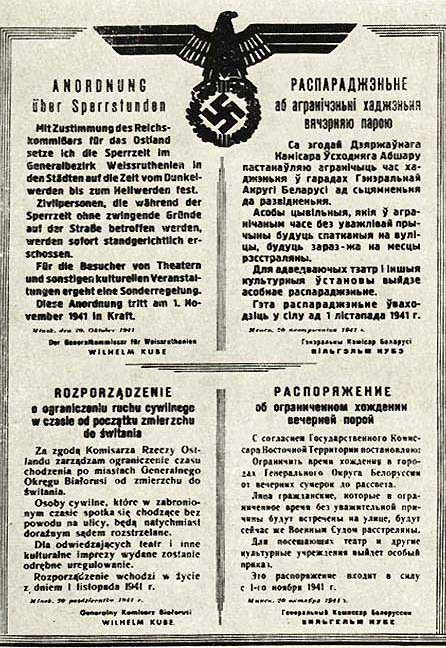
Распоряжение об ограничении хождении вечером в Минске, 1941 год

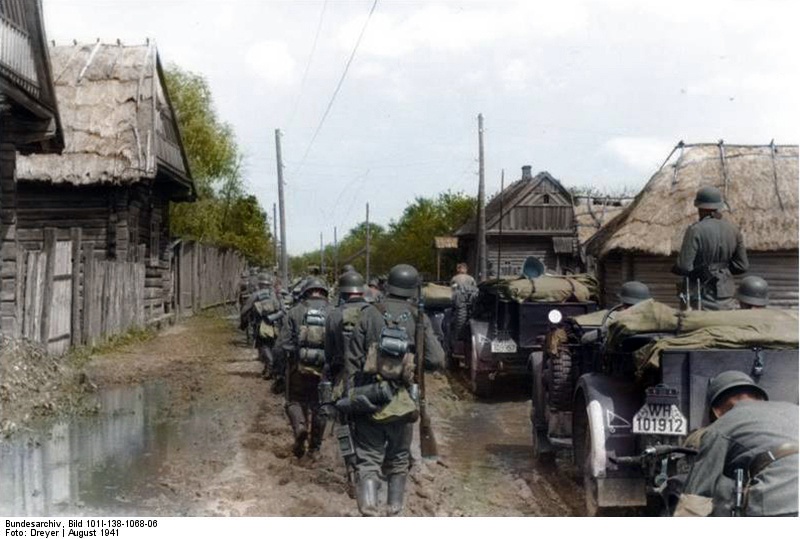
Немецкие солдаты около Минска, август 1941 г.

На захваченной Третьим рейхом территории БССР под оккупацией оказалось около 8 000 000 человек, а также 900 000 советских военнопленных. Немецкой администрацией проводилась политика геноцида, грабежа и насилия.
Первым шагом оккупантов стало введение ограничений гражданских свобод местного населения. Было объявлено чрезвычайное положение. Всё население, которое проживает на оккупированной территории, подлежало обязательному учёту и регистрации в местных администрациях. Запрещалась деятельность всех организаций, а также проведение митингов и собраний. Вводился пропускной режим, действовал комендантский час. С первых дней войны немцы проводили массовые чистки: убивали коммунистов, комсомольцев, активистов советской власти, представителей интеллигенции. С особой жестокостью уничтожалась «расово вредная» часть населения: евреи, цыгане, физически и психически больные.
Массовое уничтожение населения осуществляли особые оперативные группы — айнзацгруппы, которые делились на специальные и оперативные.
На территории Белоруссии нацистами были созданы 260 концентрационных лагерей, их филиалов и отделений. Самым крупным являлся Тростенецкий лагерь смерти, в котором за годы войны были убиты 206 500 человек.
В сотнях населённых пунктах организовывались специальные зоны проживания евреев перед их убийством — гетто. Всего в Белоруссии было создано, по разным данным, более 300 гетто. Наиболее крупные гетто имелись в Минске, Гродно, Бобруйске, Барановичах, Бресте, Пинске, Слониме, Гомеле. Евреи подвергались систематическому целенаправленному уничтожению в рамках политики «окончательного решения еврейского вопроса».
В целях борьбы с антигерманским сопротивлением немецкими оккупационными властями широко использовались карательные экспедиции (антипартизанские операции). Уничтожались целые районы, которые превращались в «зоны пустынь». За время оккупации БССР было проведено свыше 140 карательных экспедиций. Первая из них — «Припятские болота» — состоялась в июле — августе 1941 года на территории Брестской, Минской, Пинской и Полесской областей. За время операции немецкими карательными отрядами было расстреляно 13788 человек. За всё время немецкой оккупации было уничтожено 628 населённых пунктов вместе с жителями, 5295 населённых пунктов уничтожены с частью жителей.
Наиболее крупными карательными операциями являлись «Весенний праздник», «Орёл», «Треугольник», «Волшебная флейта», «Котбус», «Герман». В отчёте о результатах экспедиции «Герман» (июль — август 1943), проведённой на территории Воложинского, Ивенецкого, Любчанского, Новогрудского и Юратишковского районов, Курт фон Готберг сообщал в Берлин, что убито 4280 человек, взято в плен 20944 человек, в том числе 4180 детей. Немецкими солдатами было реквизировано 3145 кур, 6776 коров, 499 телят, 9571 овец, 1517 свиней и свыше 100 сельскохозяйственных машин.

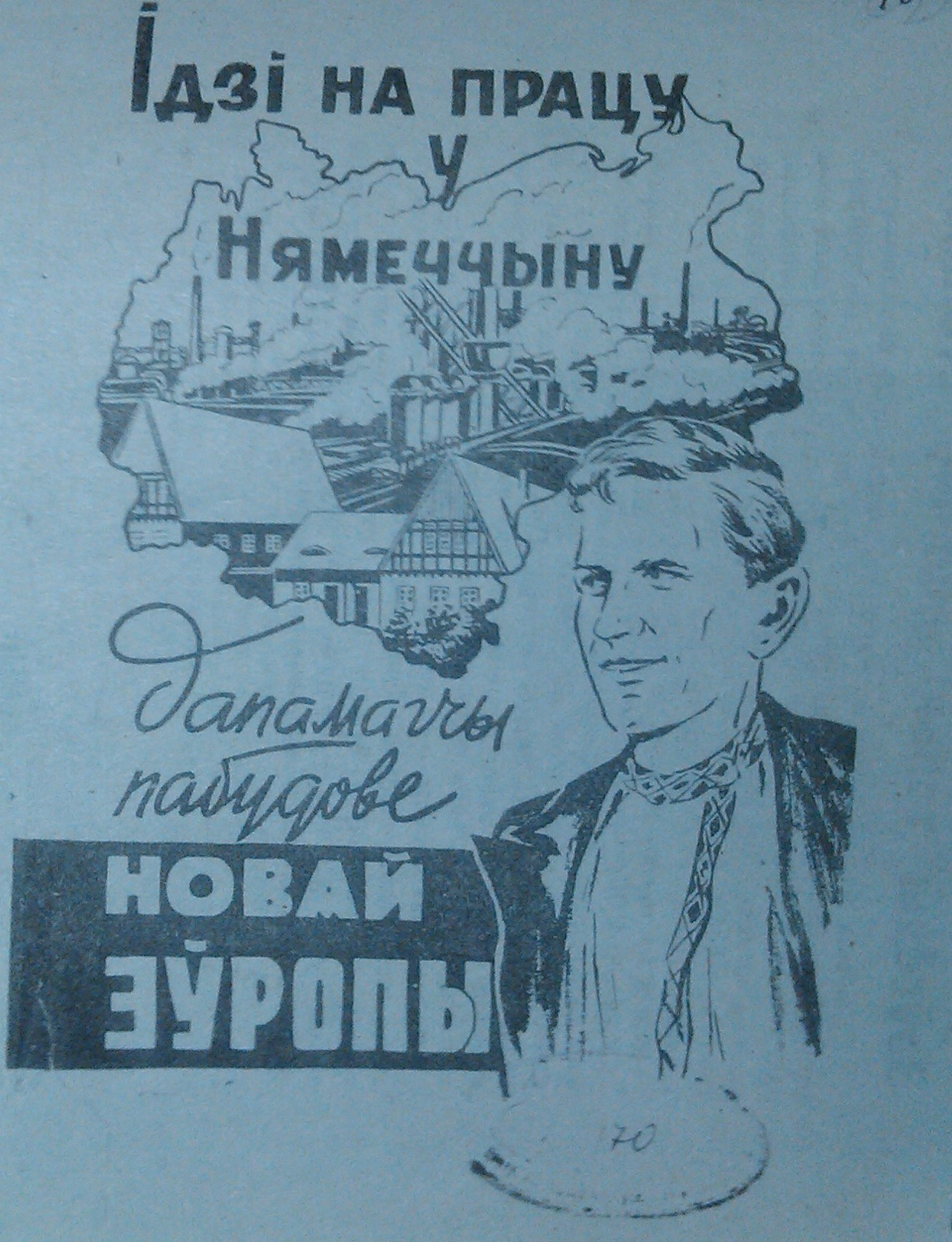
Листовка времен немецкой оккупации Белоруссии: «Иди работать в Германию. Помочь постройке Новой Европы»

Немецкие оккупационные власти часто использовали детей в качестве доноров крови. Местное население привлекалось к расчистке заминированных участков, было «живым щитом» в боевых операциях против партизан и войск Красной Армии. Немецкой администрацией применялась депортация населения для работ в Германии, Австрии, Франции, Чехии. Таких «добровольных» работников называли остарбайтеры. Из Белоруссии было вывезено около 400 тысяч человек. 186 тысяч белорусов погибло на работах.
Все экономические и природные ресурсы захваченных районов были объявлены немецкой собственностью. Вводилась обязательная трудовая повинность. О сущности экономической политики в Восточной Европе (включая Белоруссию) можно судить по требованиям рейхсмаршала Германа Геринга к рейхскомиссарам в августе 1942:
Вы направлены туда для того, чтобы работать на благосостояние нашего народа, а для этого необходимо забирать всё возможное. При этом мне абсолютно всё равно, если вы мне скажете, что люди оккупированных областей умирают с голоду. Пусть умирают, лишь бы были живы немцы. Я сделаю всё — я заставлю выполнить поставки, которые на вас возлагаю, и если вы этого не сможете сделать, тогда я поставлю на ноги органы, которые при любых обстоятельствах вытрясут эти поставки.
Население Белоруссии должно было платить непосильные платежи: 3—4 ц зерна с гектара, 350 л молока с каждой коровы, 100 кг свинины с одного двора, 35 яиц от каждой курицы, 6 кг птицы со двора, 1,5 кг шерсти с каждой овцы и в среднем 100 рублей с человека.
Все эти мероприятия, проводимые немецкой администрацией на территории Белоруссии, способствовали подъёму освободительного движения. С первых дней войны белорусы начали оказывать сопротивление немецким оккупационным властям. После введения различных ограничений и налогов недовольство среди мирного населения нарастало в геометрической прогрессии, что позволило успешно организовать партизанское движение.
Начиная с 1941 года, Вильгельм Кубе, который руководил гражданской администрацией в генеральном комиссариате «Вайсрутения» («Белоруссия») проводил политику так называемой «вайсрутенизации», которая, между прочим, вызвала серьёзный конфликт между ним и руководством нацистской партии, объективно способствовала усилению белорусского несоветского национального чувства и повлекла за собой ряд устойчивых политических последствий, в том числе в советской послевоенной национальной и демографической политике.
Начиная с 1942 года дополнительно к вспомогательной полиции немецкие власти формировали на территории Белоруссии военно-полицейские силы, в том числе белорусские (Белорусский корпус самообороны).

## Людские, материальные и культурные потери Белоруссии во время войны
Три года оккупации Белоруссии, двойное прохождение германо-советского фронта, вооружённые стычки партизанских групп имели страшные последствия: погибло 2 000 000 человек (в том числе от 250 000 до 1 000 000 евреев), около 3 000 000 человек лишились крова. Точное количество человеческих жертв в Белоруссии за время немецкой оккупации определить трудно. В советские времена было принято считать, что погиб каждый четвёртый житель Белоруссии. Через 20 лет после Второй мировой войны официально считалось, что количество жертв составило 2 200 000 человек. Впервые число погибших стало известно в 1944 году в результате обобщения сведений «Чрезвычайной комиссии по расследованию преступлений немецко-фашистских оккупантов».
| №  | Области        | Уничтожено всего гражданского населения | Убито военнопленных | Вывезено в Германию |
| -- | -------------- | --------------------------------------- | ------------------- | ------------------- |
| 1  | Бобруйская     | 82 194                                  | 54 013              | 15 275              |
| 2  | Барановичская  | 181 179                                 | 88 407              | 33 773              |
| 3  | Брестская      | 159 526                                 | 38 858              | 30 008              |
| 4  | Витебская      | 151 421                                 | 92 891              | 68 434              |
| 5  | Гомельская     | 53 630                                  | 114 476             | 16 745              |
| 6  | Гродненская    | 111 208                                 | 41 330              | 53 965              |
| 7  | Могилевская    | 71 602                                  | 59 134              | 21 436              |
| 8  | Молодечненская | 42 373                                  | 34 652              | 8 828               |
| 9  | Минская        | 317 515                                 | 101 590             | 29 815              |
| 10 | Полесская      | 37 981                                  | 3 120               | 23 047              |
| 11 | Пинская        | 95 385                                  | 24 613              | 30 861              |
| 12 | Полоцкая       | 105 211                                 | 157 007             | 52 599              |
|    | Всего          | 1 409 225                               | 810 091             | 384 786             |

При этом если число погибших мирных жителей практически не вызывает вопросов, то к количеству убитых военнопленных они есть, так как не все военнопленные до войны жили на территории БССР.
На рубеже XX—XXI веков оценки потерь были пересмотрены как белорусскими, так и зарубежными учеными. Так, А. Литвин утверждает, что Белоруссия за время оккупации потеряла от 1 млн 950 тыс. до 2 млн человек. Это количество учитывает белорусов, погибших на территории Белоруссии, на фронте и во время принудительных работ в Германии. Российский историк П. Полян, цитируя заключительный доклад «Чрезвычайной комиссии», детализирует потери Белоруссии по каждой из 12 областей, что существовали на то время. В этом докладе 1 360 034 человек были зачислены в рубрику «убитые, замученные мирные жители», что составляет 22,4 % от всего населения Белоруссии на то время.